# Uhrs källa

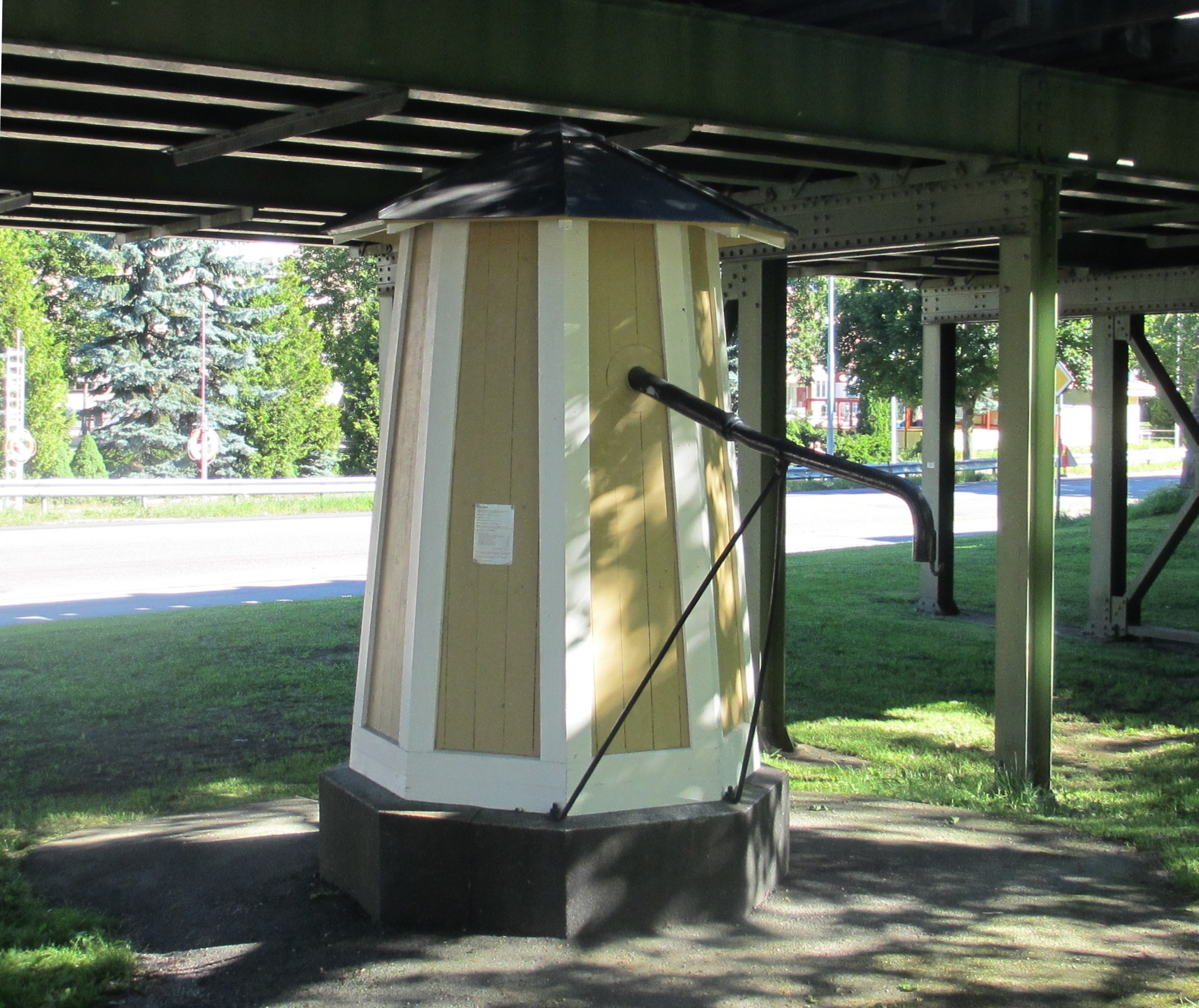
Uhrs källa.

Uhrs källa är en gammal brunn belägen vid Källparken i centrala Söderhamn, vilken var avsedd för vattenhämtning av stadens befolkning samt även för boskap vid behov.
År 1698 ägdes tomten av Nils Larsson-Uhr och 1751 invigdes källan. År 1864 infördes förbud mot vattenhämtning i större kvantiteter och 1869 rapporterades att källan skulle iordningställas och ett nytt pumphus uppföras. År 1885 uppgavs att källan har befunnits förorenad av hälsofarliga ämnen och att fick på en gång hämta mer än 30 kannor vatten från denna.  År 1888 avhjälptes diverse olägenheter, bland annat anskaffades ny pumpstock, vidare utfördes grävning runt brunnen, stampning av lera, betongläggning, omläggning av rännsten och målning av brunnshus. År 1915 hade källan skadats vid ombyggandet av järnvägsviadukten och Kungliga Järnvägsstyrelsen ålades att återställa denna. År 1940 nedtogs pumphuset, brunnen rengjordes, en ny pump installerades och bakteriologisk undersökning av vattnet utfördes. År 2013 restaurerades brunnshuset exteriört.

## Källor

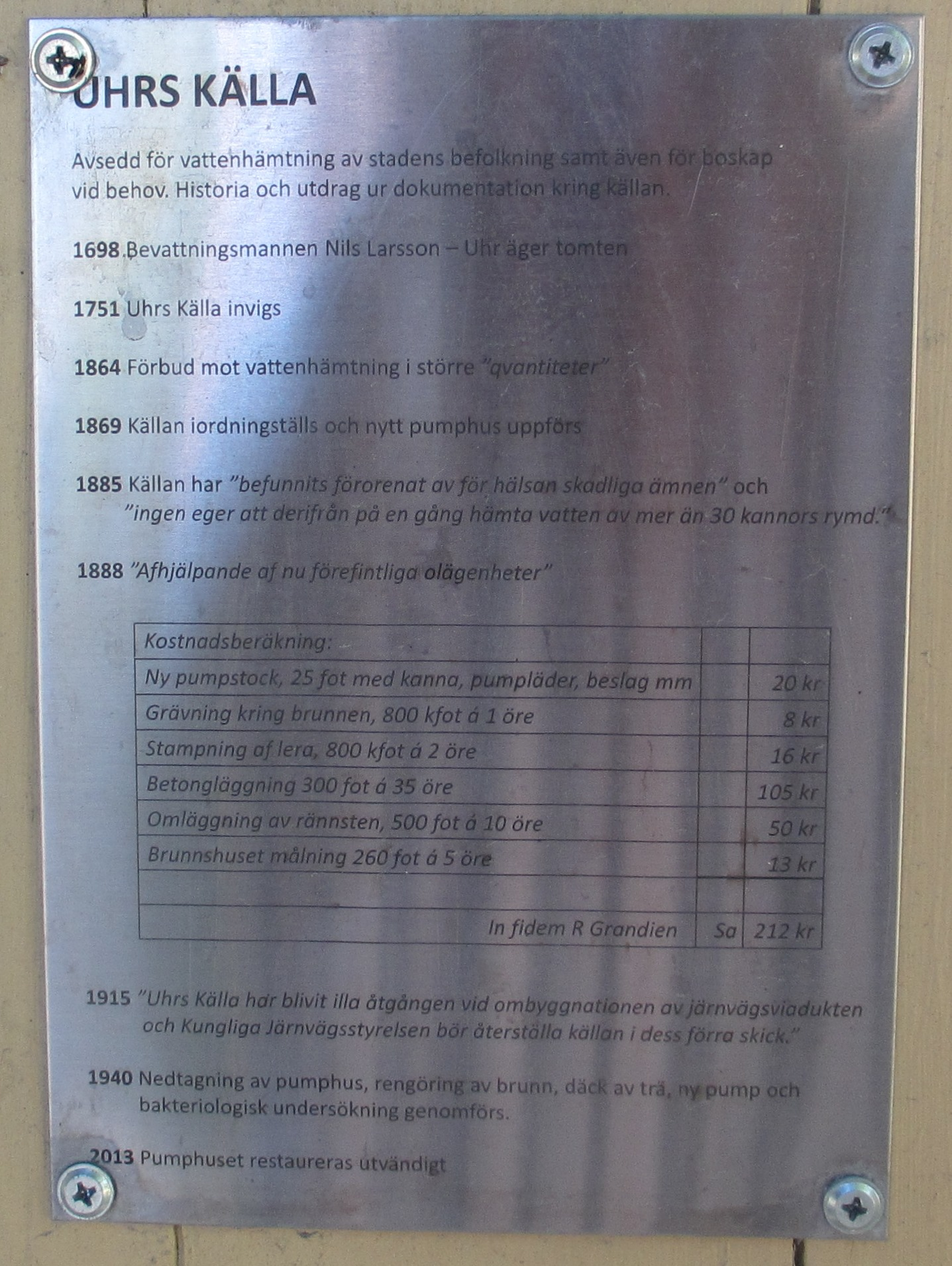
Informationsskylt på brunnshuset.